# Гореловский (Оренбургская область)
Гореловский — посёлок в Бугурусланском районе Оренбургской области в составе Русскобоклинского сельсовета.

## География
Находится на расстоянии примерно 6 километров по прямой на север от центра сельсовета села Русская Бокла.

## Население
Население составляло 33 человек в 2002 году (русские 100 %), 20 по переписи 2010 года.